# 968 до н. е.

## Події
- За міфічним списком британських правителів, створеним у XII столітті священиком Джеффрі Монмутським, король Руд Гуд Гудібрас змінив на престолі Лайла.

### Астрономічні явища
- 6 січня. Повне сонячне затемнення.[1]
- 1 липня. Кільцеподібне сонячне затемнення.[1]
- 26 грудня. Часткове сонячне затемнення.[1]